# Xã Walker, Quận Jasper, Indiana
Xã Walker (tiếng Anh: Walker Township) là một xã thuộc quận Jasper, tiểu bang Indiana, Hoa Kỳ. Năm 2010, dân số của xã này là 3.663 người.